# Chicago Daily News
O Chicago Daily News era um jornal diário da tarde no meio-oeste dos Estados Unidos, publicado entre 1875 e 1978 em Chicago, Illinois.

## História
O Daily News foi fundado por Melville E. Stone, Percy Meggy e William Dougherty em 1875 e começou a ser publicado em 23 de dezembro. Byron Andrews, recém-saído do Hobart College, foi um dos primeiros repórteres. O jornal visava um público de massa em contraste com seu principal concorrente, o Chicago Tribune, que atraía as elites da cidade. O Daily News foi o primeiro jornal de um centavo de Chicago e o jornal mais lido da cidade no final do século XIX. Victor Lawson comprou o Chicago Daily News em 1876 e tornou-se seu gerente de negócios. Stone permaneceu envolvido como editor e depois comprou de volta uma participação acionária, mas Lawson assumiu a propriedade total novamente em 1888.
A última edição de Weston do Chicago Daily News apresentou uma extensa cobertura fotográfica da visita de 4 de outubro de 1979 a Chicago do Papa João Paulo II.
Em 1984, Weston vendeu seus direitos sobre a marca Chicago Daily News para Rupert Murdoch, que, na época, era proprietário e editor do Chicago Sun-Times.